# 李啓美
李啓美（1564年—1592年），字應成（成甫），號充予，又號念方，江西南昌府豐城縣人，軍籍，明朝政治人物。

## 生平
萬曆十年（1582年）壬午科江西鄉試九名，萬曆十四年（1586年）丙戌科會試四十名，登三甲第十二名。通政司观政，改翰林院庶吉士。十六年二月丁父忧。十九年三月授翰林院检讨。二十年主考，同年卒。

## 家族
曾祖李光胤，曾任聽運官誥贈大中大夫；祖父李瓚，己酉舉人，任寶應知縣致仕，以伯子李廷觀貴敕封兵部郎中，誥封中憲大夫，三封大中大夫，進階資治尹；父李廷章（1540年-1588年），字明扬，號方泉，國子生。母熊氏。重庆下。從兄啓曉、啓隆，俱庠生。弟啓文、從弟啓坤、啓嘉、啓晉、啓益、啓登、啓泰、啓朝。